# Tippeligaen 2016
La temporada 2016 es la 71.ª edición de la Tippeligaen la máxima categoría del fútbol en Noruega. La competición comenzó el 6 de abril de 2016,. Rosenborg se coronó campeón con dos fechas de anticipación además de ser campeón vigente eran los campeones defensores.
La liga se disputa por 16 equipos: los 14 mejores equipos de la temporada 2015; los dos equipos que ganaron la promoción directa de la Adeccoligaen 2015, Sogndal Fotball y SK Brann Bergen.

## Ascensos y descensos
La liga se disputa por 16 equipos: los 14 mejores equipos de la temporada 2015; y los dos primeros de la Adeccoligaen 2015, el Sogndal Fotball y SK Brann Bergen
| Pos. | Descendidos de la Tippeligaen 2015 |
| ---- | ---------------------------------- |
| 15.º | Mjøndalen IF                       |
| 16.º | Sandefjord Fotball                 |

| Pos. | Ascendidos de la Adeccoligaen 2015 |
| ---- | ---------------------------------- |
| 1.º  | Sogndal Fotball                    |
| 2.º  | SK Brann Bergen                    |

## Equipos participantes
| Club                  | Ciudad       | Estadio            | Capacidad | Temporada pasada |
| --------------------- | ------------ | ------------------ | --------- | ---------------- |
| Aalesunds FK          | Ålesund      | Color Line Stadion | 10.778    | 10°              |
| FK Bodø/Glimt         | Bodø         | Aspmyra Stadion    | 7.400     | 9°               |
| SK Brann Bergen       | Bergen       | Brann Stadion      | 17,686    | 2° Adeccoligaen  |
| FK Haugesund          | Haugesund    | Haugesund Stadion  | 5.000     | 12°              |
| IK Start Kristiansand | Kristiansand | Sør Arena          | 14.563    | 14°              |
| Lillestrøm SK         | Lillestrøm   | Åråsen Stadion     | 11.637    | 8°               |
| Molde FK              | Molde        | Aker Stadion       | 11.800    | 6°               |
| Odd Grenland BK       | Skien        | Skagerak Arena     | 13.500    | 4°               |
| Rosenborg Ballklub    | Trondheim    | Lerkendal Stadion  | 21.850    | 1° Campeón       |
| Sarpsborg 08 FF       | Sarpsborg    | Sarpsborg Stadion  | 5.000     | 11°              |
| Sogndal Fotball       | Sogndal      | Fosshaugane Campus | 5.539     | 1° Adeccoligaen  |
| Stabæk IF             | Bærum        | Nadderud Stadion   | 7.000     | 3°               |
| Strømsgodset IF       | Drammen      | Marienlyst Stadion | 7.500     | 2°               |
| Tromsø IL             | Tromsø       | Alfheim Stadion    | 6,859     | 13.º             |
| Vålerenga Oslo IF     | Oslo         | Ullevaal Stadion   | 25.572    | 7°               |
| Viking Stavanger FK   | Stavanger    | Viking Stadion     | 16.600    | 5°               |

### Distribución geográfica
| Fylke            | Cantidad | Clubes                           |
| ---------------- | -------- | -------------------------------- |
| Rogaland         | 3        | FK Haugesund Viking Stavanger FK |
| Møre og Romsdal  | 2        | Aalesunds FK Molde FK            |
| Akershus         | 2        | Stabæk IF Lillestrøm SK          |
| Buskerud         | 1        | Strømsgodset IF                  |
| Nordland         | 1        | F.K. Bodø/Glimt                  |
| Sør-Trøndelag    | 1        | Rosenborg Ballklub               |
| Telemark         | 1        | Odd Grenland BK                  |
| Østfold          | 1        | Sarpsborg 08 FF                  |
| Vest-Agder       | 1        | IK Start Kristiansand            |
| Oslo             | 1        | Vålerenga Oslo IF                |
| Sogn og Fjordane | 1        | Sogndal Fotball                  |
| Troms            | 1        | Tromsø IL                        |
| Hordaland        | 1        | SK Brann Bergen                  |

## Modo de disputa
El torneo se disputó mediante el sistema de todos contra todos, donde cada equipo jugó contra los demás dos veces, una como local, y otra como visitante.
Cada equipo recibe tres puntos por partido ganado, un punto en caso de empate, y ninguno si pierde.
Al finalizar el torneo, aquel equipo con mayor cantidad de puntos se consagra campeón y disputa la ronda preliminar de la Liga de Campeones de la UEFA. Los equipos ubicados en la segunda y tercera posición clasifican a la repesca para la Liga Europea de la UEFA. El equipo que ocupe la cuarta posición clasifica la Liga Europea de la UEFA, pero si el campeón de la copa doméstica no está clasificado en los tres primeros de liga el cupo se le otorga este (campeón copa doméstica) y el cuarto lugar pierde su cupo. Los equipos que queden ubicados en las últimas dos posiciones descienden automáticamente a la segunda división, mientras que aquel ubicado en la decimocuarta (14°) posición debe jugar un partido contra un equipo proveniente de la segunda división, donde el ganador disputa la siguiente temporada de la primera división.

## Tabla de posiciones
- Actualizado al 6 de noviembre de 2016.[2]

| Pos. | Equipo             | Pts. | PJ | G  | E  | P  | GF | GC | Dif. | Clasificación o descenso                             |
| ---- | ------------------ | ---- | -- | -- | -- | -- | -- | -- | ---- | ---------------------------------------------------- |
| 1    | Rosenborg (C)      | 69   | 30 | 21 | 6  | 3  | 65 | 25 | +40  | Clasificación a Liga de Campeones de la UEFA 2017-18 |
| 2    | Brann              | 54   | 30 | 16 | 6  | 8  | 42 | 27 | +15  | Clasificación a Liga Europa de la UEFA 2017-18       |
| 3    | Odd Grenland       | 51   | 30 | 15 | 6  | 9  | 44 | 35 | +9   | Clasificación a Liga Europa de la UEFA 2017-18       |
| 4    | Haugesund          | 46   | 30 | 12 | 10 | 8  | 47 | 43 | +4   | Clasificación a Liga Europa de la UEFA 2017-18       |
| 5    | Molde              | 45   | 30 | 13 | 6  | 11 | 48 | 42 | +6   |                                                      |
| 6    | Sarpsborg 08       | 45   | 30 | 12 | 9  | 9  | 35 | 37 | −2   |                                                      |
| 7    | Strømsgodset       | 44   | 30 | 12 | 8  | 10 | 43 | 39 | +4   |                                                      |
| 8    | Viking Stavanger   | 43   | 30 | 12 | 7  | 11 | 33 | 35 | −2   |                                                      |
| 9    | Aalesund           | 42   | 30 | 12 | 6  | 12 | 46 | 51 | −5   |                                                      |
| 10   | Vålerenga Oslo     | 38   | 30 | 10 | 8  | 12 | 41 | 39 | +2   |                                                      |
| 11   | Sogndal            | 36   | 30 | 8  | 12 | 10 | 33 | 37 | −4   |                                                      |
| 12   | Lillestrøm         | 34   | 30 | 8  | 10 | 12 | 45 | 50 | −5   |                                                      |
| 13   | Tromsø             | 34   | 30 | 9  | 7  | 14 | 36 | 46 | −10  |                                                      |
| 14   | Stabæk             | 31   | 30 | 8  | 7  | 15 | 35 | 42 | −7   | Promoción por la permanencia                         |
| 15   | Bodø/Glimt         | 30   | 30 | 8  | 6  | 16 | 36 | 45 | −9   | Descenso a OBOS-ligaen                               |
| 16   | Start Kristiansand | 16   | 30 | 2  | 10 | 18 | 23 | 59 | −36  | Descenso a OBOS-ligaen                               |

 Fuente: Football Association of Norway (en noruego), Soccerway
Criterios de clasificación: 1) Puntos; 2) diferencia de gol.
- Rosenborg se clasificó para la segunda ronda de clasificación de la Liga Europa de la UEFA 2017-18 al ganar la Copa Noruega de Fútbol 2016. Sin embargo, dado que ya se clasificaron para la Liga de Campeones de la UEFA 2017-18, el lugar otorgado a los ganadores de la copa se traspasado al FK Haugesund.

## Promoción de permanencia
El decimocuarto clasificado, Stabæk IF, jugó un playoff a ida y vuelta contra el FK Jerv, ganadores de la promoción de la Primera División de Noruega, para decidir quien jugaría Tippeligaen 2017.
| 30 de noviembre de 2016 | FK Jerv | 1–0 | Stabæk IF | Levermyr Stadion, Grimstad,                                 |  |
|                         |         |     |           | Asistencia: 1.750 espectadores Árbitro(s): Dag Roger Nebben |  |

| 4 de diciembre de 2016 | Stabæk IF | 2–0 | FK Jerv | Nadderud Stadion, Bærum,                                     |                                                              |
| 18:00 CET (UTC+1)      |           |     |         | Asistencia: 4.528 espectadores Árbitro(s): Svein Oddvar Moen | Asistencia: 4.528 espectadores Árbitro(s): Svein Oddvar Moen |

Stabæk IF ganó 2–1 en el global de la eliminatoria y conservó su plaza en la máxima categoría.

## Goleadores
| Pos. | Jugador            | Club           | Goles |
| ---- | ------------------ | -------------- | ----- |
| 1    | Christian Gytkjær  | Rosenborg      | 19    |
| 2    | Mostafa Abdellaoue | Aalesund       | 13    |
| 3    | Fitim Azemi        | Bodø/Glimt     | 11    |
| 4    | Olivier Occéan     | Odd Grenland   | 10    |
| 4    | Torbjørn Agdestein | Haugesund      | 10    |
| 6    | Fred Friday        | Lillestrøm     | 8     |
| 6    | Marcus Pedersen    | Strømsgodset   | 8     |
| 6    | Ghayas Zahid       | Vålerenga Oslo | 8     |
| 6    | Mike Jensen        | Rosenborg      | 8     |
| 6    | Thomas Lehne Olsen | Tromsø         | 8     |